# 塞尔库
塞尔库（法語：Cercoux，法語發音：[sɛʁku]）是法国滨海夏朗德省的一个市镇，位于该省东南部，属于容扎克区。

## 地理
塞尔库（45°7'44"N, 0°12'23"W）面积41.88 平方千米，位于法国新阿基坦大区滨海夏朗德省，该省份为法国西部滨海省份，北起旺代省，西临大西洋，南至吉倫特省，东南接多爾多涅省，东北接德塞夫勒省接壤，东临夏朗德省。
与塞尔库接壤的市镇（或旧市镇、城区）包括：克莱拉克、拉克洛特、圣皮埃尔迪帕莱、巴亚斯、拉戈尔斯、拉普亚德、马朗桑。

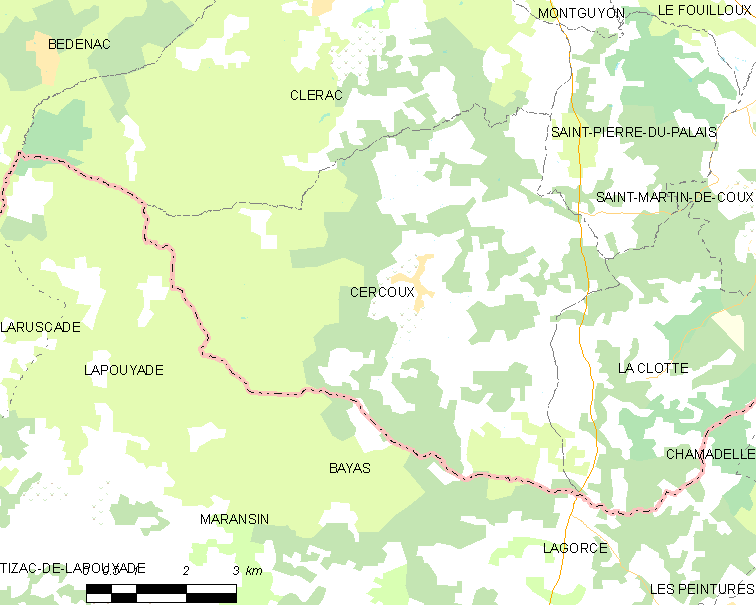
塞尔库的OSM定位图

塞尔库的时区为UTC+01:00、UTC+02:00（夏令时）。

## 行政
塞尔库的邮政编码为17270，INSEE市镇编码为17077。

## 政治
塞尔库所属的省级选区为三山县。

## 人口

1962-2008年间塞尔库人口变化图示

塞尔库于2022年1月1日时的人口数量为1289人。